# Fondo de saco de Douglas
El fondo de saco de Douglas es un espacio virtual ubicado en el punto más profundo de la cavidad peritoneal posterior, en las mujeres se denomina fondo de saco rectouterino y se ubica detrás del útero y delante del recto. En el hombre, corresponde al espacio comprendido entre el recto y la vejiga, que recibe el nombre de fondo de saco rectovesical. Es de gran relevancia en medicina debido a que cualquier acumulación de líquido intraperitoneal tiende a ubicarse en este espacio por declive gravitatorio.
Por delante del útero existe otro fondo de saco que se denomina fondo de saco vesico-uterino. Se ubica cerca de la parte posterior del fórnix de la vagina.

## Etimología
Lleva el nombre del anatomista escocés Dr. James Douglas (1675-1742), que exploró ampliamente esta región del cuerpo femenino. Otras tres estructuras anatómicas cercanas también se nombraron en honor a él: el pliegue de Douglas, la línea de Douglas y el tabique Douglas.

## Estructuras y fisiología
Es normal tener aproximadamente de 1 a 3 mL de bolsa rectouterina en todo el ciclo menstrual. Después de la ovulación hay entre 4 y 5 mL de líquido en el saco rectouterino.
En los hombres, la región correspondiente a la bolsa rectouterina, es la excavación rectovesical, que se encuentra entre la vejiga urinaria y el recto (no hay un equivalente a la excavación vesicouterina).

## Patología
El fondo de saco de Douglas es la parte más baja de la cavidad peritoneal de la mujer en la posición supina, es un punto común para la acumulación de sangre o secreciones producidas por ascitis, tumores, endometriosis, peritonitis u otras afecciones peritoneales.